# Shimamura Reino
Reino Shimamura (sinh ngày 17 tháng 9 năm 1991) là một cầu thủ bóng đá người Nhật Bản.

## Sự nghiệp câu lạc bộ
Reino Shimamura đã từng chơi cho FC Ryukyu.